# Dolicheremaeus semicapillatus
Dolicheremaeus semicapillatus är en kvalsterart som först beskrevs av Balogh 1962.  Dolicheremaeus semicapillatus ingår i släktet Dolicheremaeus och familjen Tetracondylidae. Inga underarter finns listade i Catalogue of Life.